# André Geraissati
André Luiz Geraissati (São Paulo, 7 de setembro de 1951) é um instrumentista e compositor brasileiro.

## Biografia
Geraissati é um músico conhecido por ter tocado com Egberto Gismonti, Eduardo Agni, Amilson Godoyentre outros nomes da Música Popular Brasileira.
No fim da década de 70 fez parte do Grupo Dalma com outros violinistas de formação clássica e  jazzística. Além de André, fizeram parte do grupo Ulisses Rocha, Rui Salene, Mozart Melo e Cândido Penteado em momentos diferentes. A crítica admirava o apuro técnico e interpretativo. O primeiro disco, lançado em 1980, impulsionou a carreira do grupo, que em seguida participou de eventos como o Festival Internacional de Jazz de São Paulo (1982) e o Free Jazz Festival (1986). Exposição "A trama do Gosto" um outro olhar sobre o cotidiano, na instalação de Julio Plaza " Diversões Eletrônicas" no Projeto de Sergio Valle Duarte " Video Hipnose", com a trilha sonora, na Fundação Bienal, São Paulo, 1987.
Como compositor, Geraissati gravou as cerca de sessenta músicas que criou.

## Discografia
- A Quem Interessar Possa, com o Grupo D’Alma (CLAM, LP/1979)
- Entre Duas Palavras (Produção Independente, LP/1982)
- D'Alma, com o Grupo D’Alma (Som da Gente, LP/1981)
- D'Alma, com o Grupo D’Alma (Som da Gente, LP/1983)
- Insight (Produção Independente, LP/1986)
- Solo (NGS, CD/1987)
- Dadgad (WEA, LP/1988; Tom Brasil, CD/2001)
- André Geraissati (WEA, LP/1989; Tom Brasil, CD/2001)
- Brasil Musical – André Geraissati e Egberto Gismonti (Tom Brasil, CD/1993)
- Next (Tom Brasil, CD/1999)
- Canto Das Águas (CAVI Records, CD/2003)